# Zlatý míč 1970
Zlatý míč, cenu pro nejlepšího fotbalistu Evropy dle mezinárodního panelu sportovních novinářů, v roce 1970 získal německý fotbalový útočník Gerd Müller. Šlo o patnáctý ročník ankety, organizoval ho časopis France Football a výsledky určili sportovní publicisté z 27 zemí Evropy.

## Pořadí
| Pořadí | Hráč                 | Reprezentace     | Kluby               | Body |
| ------ | -------------------- | ---------------- | ------------------- | ---- |
| 1      | Gerd Müller          | Západní Německo  | Bayern Mnichov      | 77   |
| 2      | Bobby Moore          | Anglie           | West Ham United     | 70   |
| 3      | Luigi Riva           | Itálie           | Cagliari Calcio     | 65   |
| 4      | Franz Beckenbauer    | Západní Německo  | Bayern Mnichov      | 32   |
| 5      | Wolfgang Overath     | Západní Německo  | 1. FC Köln          | 29   |
| 6      | Dragan Džajić        | Jugoslávie       | CZ Bělehrad         | 24   |
| 7      | Johan Cruijff        | Nizozemsko       | Ajax Amsterdam      | 13   |
| 8      | Gordon Banks         | Anglie           | Stoke City          | 8    |
|        | Sandro Mazzola       | Itálie           | Inter Milán         | 8    |
| 10     | Uwe Seeler           | Západní Německo  | Hamburger SV        | 7    |
|        | Albert Šestěrňov     | SSSR             | CSKA Moskva         | 7    |
|        | Gianni Rivera        | Itálie           | AC Milan            | 7    |
|        | Rinus Israël         | Nizozemsko       | Feyenoord Rotterdam | 7    |
| 14     | Angelo Domenghini    | Itálie           | Cagliari Calcio     | 4    |
|        | Ove Kindvall         | Švédsko          | Feyenoord Rotterdam | 4    |
|        | Francis Lee          | Anglie           | Manchester City     | 4    |
|        | Willem van Hanegem   | Nizozemsko       | Feyenoord Rotterdam | 4    |
| 18     | Terry Cooper         | Anglie           | Leeds United        | 3    |
|        | Geoff Hurst          | Anglie           | West Ham United     | 3    |
|        | Alan Ball            | Anglie           | Everton FC          | 3    |
|        | Giacinto Facchetti   | Itálie           | Inter Milán         | 3    |
| 22     | Eusébio              | Portugalsko      | Benfica Lisabon     | 2    |
|        | Josip Skoblar        | Jugoslávie       | Olympique Marseille | 2    |
| 24     | Cornel Dinu          | Rumunsko         | Dinamo Bukurešť     | 1    |
|        | Jean Djorkaeff       | Francie          | Paris FC            | 1    |
|        | Florea Dumitrache    | Rumunsko         | Dinamo Bukurešť     | 1    |
|        | Franz Hasil          | Rakousko         | Feyenoord Rotterdam | 1    |
|        | Hans-Jürgen Kreische | Východní Německo | Dynamo Drážďany     | 1    |
|        | Carles Rexach        | Španělsko        | FC Barcelona        | 1    |